# Calotte glaciaire de Barnes

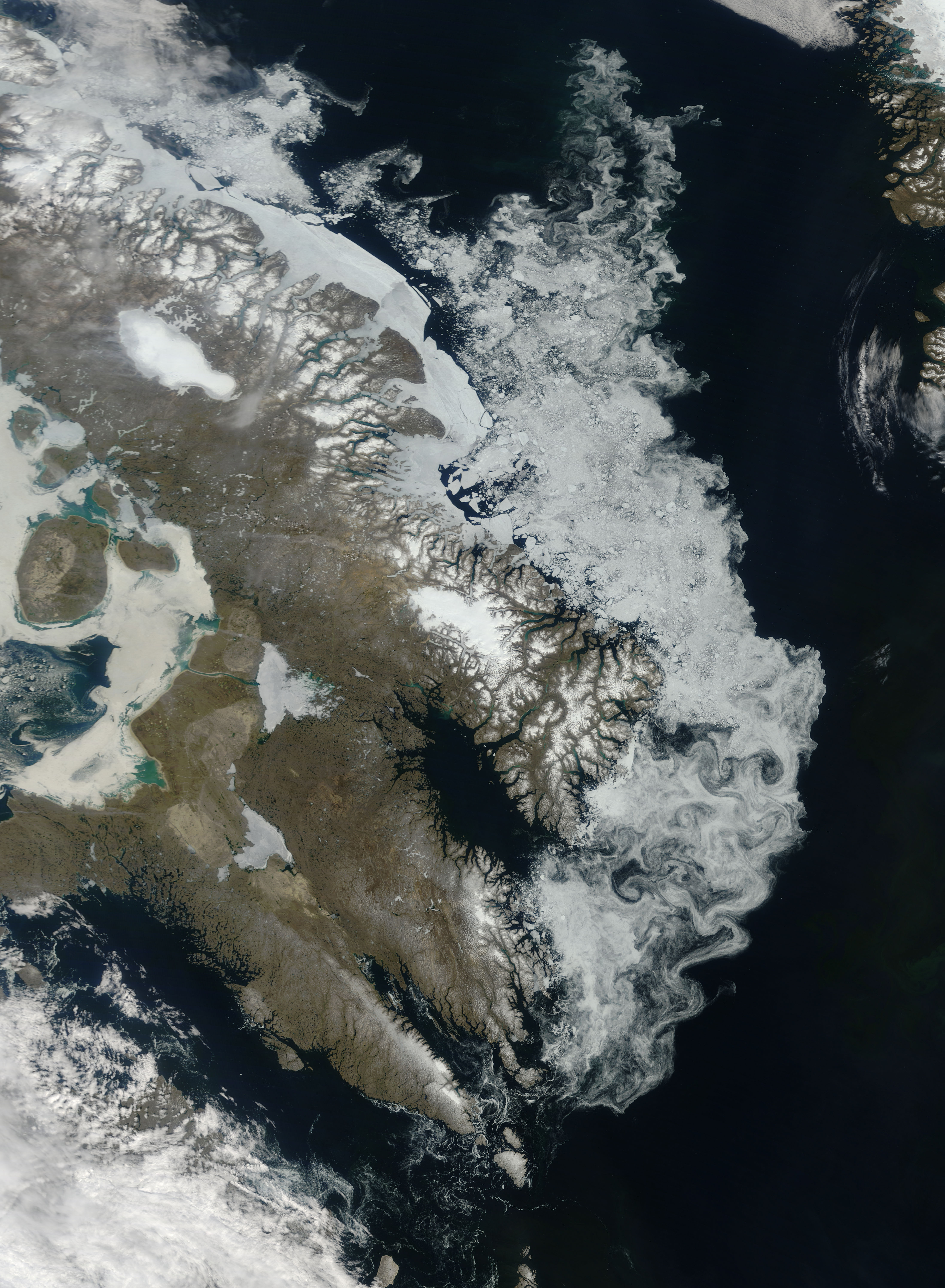
Image satellite des côtes de l'île de Baffin.

La calotte glaciaire de Barnes est une calotte glaciaire située dans le centre de l'île de Baffin dans le territoire de Nunavut au Canada. Elle couvre 6 000 km2 et a été amincie à cause d'un réchauffement régional. Entre 2004 et 2006, la calotte s'est amincie de 1 mètre par an.  

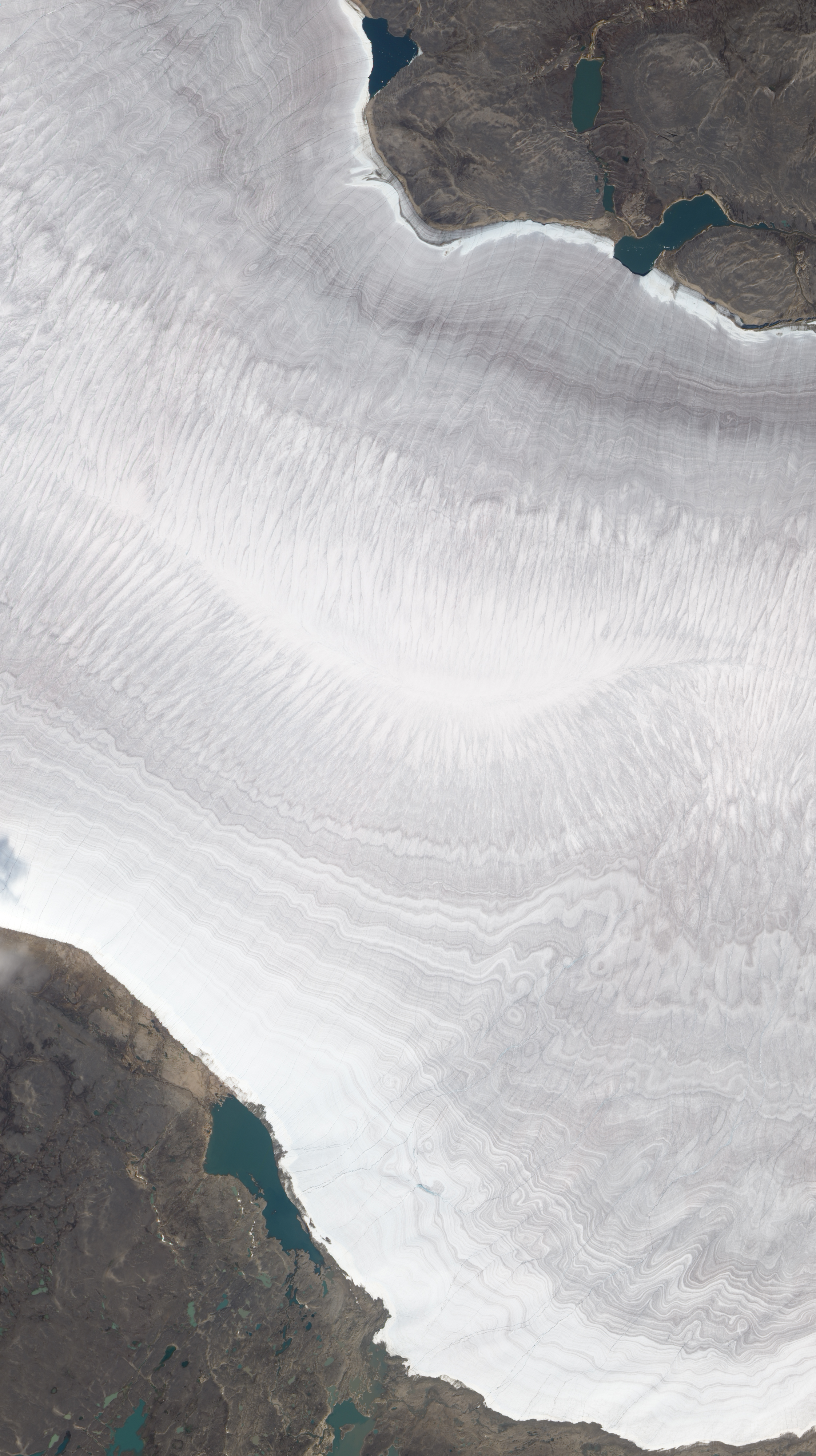
Une portion de la calotte de glace.